# Relaciones México-Vietnam
Las naciones de México y Vietnam establecieron relaciones diplomáticas en 1975. Ambas naciones son miembros de la Cooperación Económica Asia-Pacífico, Foro de Cooperación de Asia Oriental y América Latina y de las Naciones Unidas.

## Historia
México y Vietnam son dos naciones que comparten una historia común en el hecho de que ambas naciones en un tiempo estuvieron bajo el Segundo Imperio francés; la colonia de Indochina francesa (incluyendo Vietnam) y el Segundo Imperio Mexicano respaldado por Francia. En 1945, Vietnam declaró su independencia de Francia y pronto Vietnam entró en la guerra de Indochina (1946-1954) y luego la guerra de Vietnam (1955-1975). Durante la guerra de Vietnam, México se mantuvo neutral.
Después de que la guerra terminó en abril de 1975; ambas naciones pronto establecieron las relaciones diplomáticas el 19 de mayo de 1975.  México pronto nombró a su embajador en China embajador concurrente ante Vietnam. En 1975, Vietnam abrió una embajada en la Ciudad de México y México hizo lo mismo con la apertura de una embajada en Hanói en 1976.
En 1975, el Viceministro de Relaciones Exteriores de Vietnam, Nguyễn Cơ Thạch, viajó a México y se reunió con el presidente Luis Echeverría Álvarez. Ese mismo año, México envió un barco a Vietnam con ayuda y materiales con valor de un millón de dólares. En 1979, el Primer ministro vietnamita Phạm Văn Đồng realizó una visita oficial a México donde se reunió con el presidente José López Portillo.
En 1980 México cerró su embajada debido a razones financieras, sin embargo, México volvió a abrir su embajada en octubre de 2000. En 2002, ambos países establecieron un Mecanismo bilateral de Consultas Políticas. En octubre de 2002, el Primer ministro vietnamita Phan Văn Khải viajó a México para asistir a la cumbre de la Cooperación Económica Asia-Pacífico en Los Cabos donde se reunió con el presidente Vicente Fox.
En 2011, México presentó una estatua del Presidente Hồ Chí Minh en la Ciudad de México. En noviembre de 2017, el presidente mexicano Enrique Peña Nieto realizó una visita a Vietnam para asistir a la cumbre de Cooperación Económica Asia-Pacífico celebrada en Đà Nẵng y se reunió con el presidente vietnamita Trần Đại Quang.
En 2020, ambas naciones celebraron 45 años de relaciones diplomáticas. En marzo de 2023, la Subsecretaria de Relaciones Exteriores de México, Carmen Moreno Toscano, realizó una visita a Vietnam y se reunió con su homólogo para asistir a una consulta política bilateral entre ambas naciones y discutir la política, economía y cooperación entre México y Vietnam.

## Visitas de alto nivel

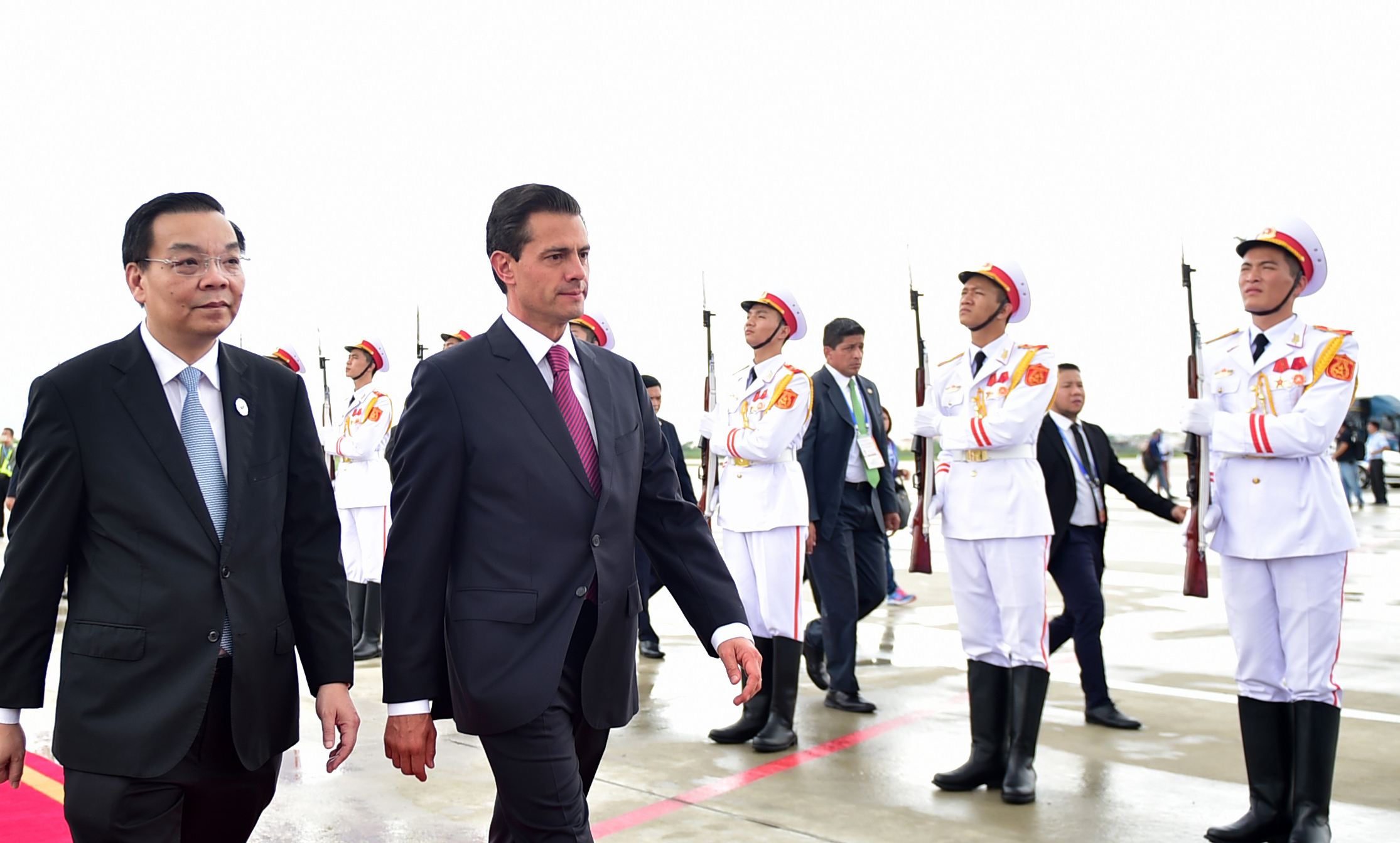
El presidente mexicano Enrique Peña Nieto en Đà Nẵng, Vietnam; noviembre de 2017.

Visitas de alto nivel de México a Vietnam
- Subsecretario de Relaciones Exteriores Carlos de Icaza González (2016)
- Presidente Enrique Peña Nieto (2017)
- Subsecretaria de Relaciones Exteriores Carmen Moreno Toscano (2023)

Visitas de alto nivel de Vietnam a México
- Viceministro de Relaciones Exteriores Nguyễn Cơ Thạch (1975)
- Primer ministro Phạm Văn Đồng (1979)
- Primer vice primer ministro Nguyễn Tấn Dũng (2001)
- Primer ministro Phan Văn Khải (2002)
- Ministro de Relaciones Exteriores Nguyễn Dy Niên (2002)
- Viceministro de Relaciones Exteriores Le Van Bang (2004)
- Viceministro de Relaciones Exteriores Bùi Thanh Sơn (2019)

## Acuerdos bilaterales
Ambas naciones han firmado varios acuerdos bilaterales, como un Acuerdo de Cooperación Educativa y Cultural (2002); Acuerdo sobre la supresión de los requisitos de visa para titulares de pasaportes diplomáticos y oficiales de ambas naciones (2002); Memorando de entendimiento para el establecimiento de un mecanismo de consultas (2002); Acuerdo de Cooperación Técnica y Científica (2011); Acuerdo en Agricultura y Silvicultura (2011) y un Acuerdo de Cooperación Económica, Comercial y de Inversiones (2016).

## Relaciones comerciales
En 2018, ambas naciones se convirtieron en firmantes del Acuerdo Amplio y Progresista de Asociación Transpacífico. En 2023, el comercio bilateral entre ambas naciones ascendió a $12 mil millones de dólares. Las principales exportaciones de México a Vietnam son: máquinas de procesamiento de datos, electrónica, teléfonos y teléfonos móviles, cobre refinado y aleaciones de cobre, cueros y pieles curtidos, automóviles, productos químicos, pescado, carne y verduras. Las principales exportaciones de Vietnam a México son: circuitos electrónicos integrados, teléfonos y teléfonos móviles, piezas y accesorios para máquinas, aparatos eléctricos, piezas para vehículos de motor, productos siderúrgicos, prendas de vestir y calzado, café, pescado, frutas y frutos secos; y bisutería. México es el segundo socio comercial de Vietnam en América Latina y Vietnam es el octavo socio comercial de México en Asia.

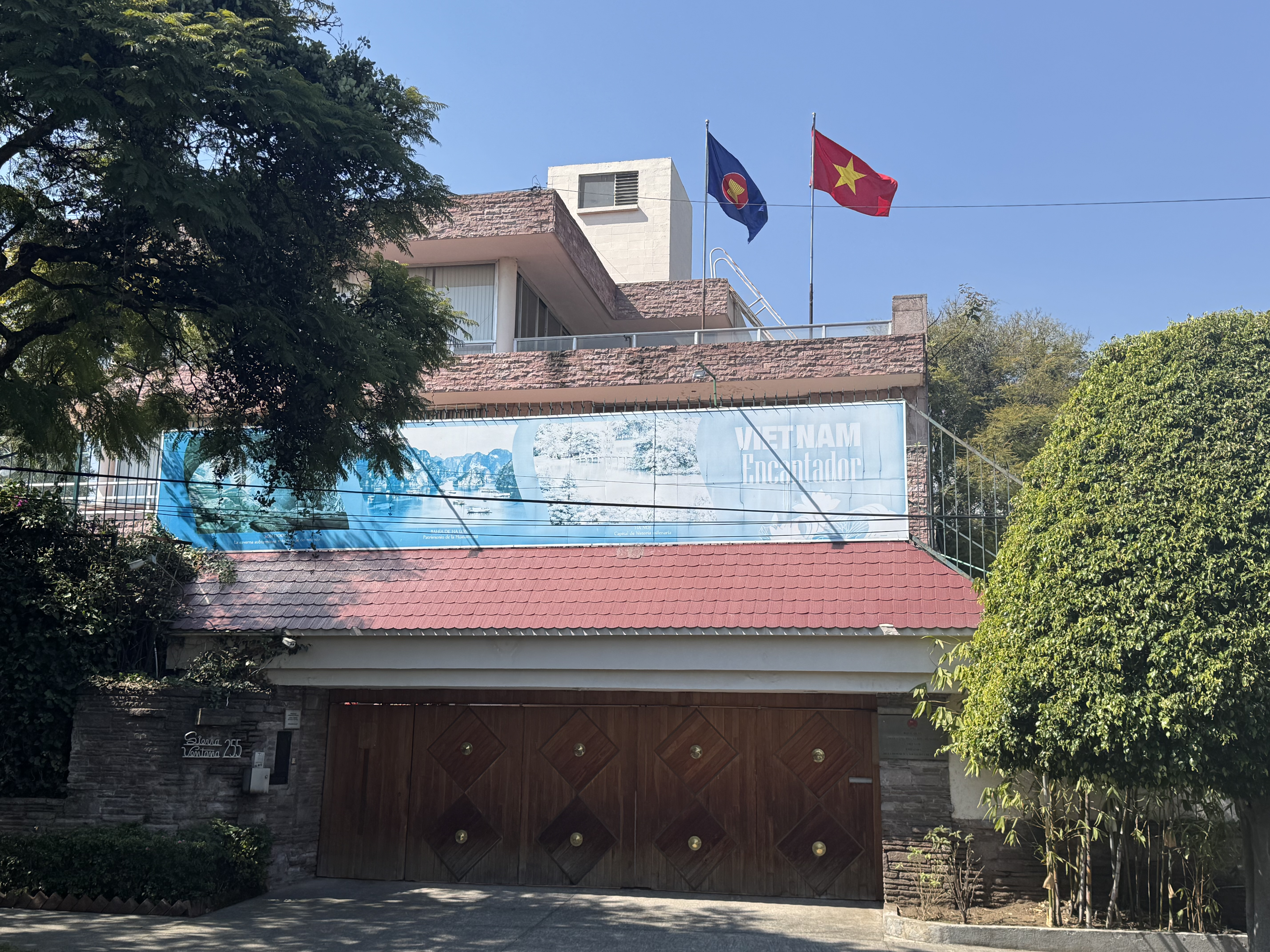
Embajada de Vietnam en la Ciudad de México

## Misiones diplomáticas residentes
- México tiene una embajada en Hanói.[12]
- Vietnam tiene una embajada en la Ciudad de México.[13]